# Сансоне, Никола
Никола Доменико Сансоне (нем. и итал. Nicola Domenico Sansone; 10 сентября 1991, Мюнхен, Германия) — итальянский футболист, вингер клуба «Лечче». Выступал за сборную Италии.

## Карьера

### Клубная
Воспитанник мюнхенской «Баварии». В 2010—2011 играл за вторую команду клуба в Третьей лиге.
Летом 2011 года перешёл в «Парму». В сезоне 2011/12 на правах аренды играл в Серии B за «Кротоне». Провёл 35 игр, забил 5 голов. Первый матч за «Парму» провёл 26 сентября 2012 года в 5-м туре чемпионата против «Дженоа». Игра завершилась вничью со счётом 1:1.
Зимой 2014 года перешёл в «Сассуоло». Первый матч за команду провёл 26 января 2014 года против «Ливорно» в 21-м туре Серии A. «Сассуоло» проиграл со счётом 1:3. В сезоне 2014/2015 был твёрдым игроком основного состава, проведя на поле 35 игр в рамках чемпионата. В сезоне 2015/2016 сыграл 36 матчей и забил 7 голов в Серии A.
Летом 2016 года перешёл в испанский «Вильярреал». В сезоне 2016/17 сыграл 32 матча и забил 8 голов в чемпионате. В сезоне 2017/18 сыграл 18 матчей и забил 5 голов в чемпионате.
4 января 2019 перешёл в «Болонью» на правах аренды. Сыграл 15 матчей и забил 2 гола в чемпионате.

### В сборной
В 2013 году выступал за молодёжную сборную Италии на Чемпионате Европы среди молодёжных команд. Провёл 3 игры. Стал серебряным призёром. В финале итальянцы уступили сборной Испании со счётом 2:4.
За основную сборную дебютировал 16 июня 2015 года в товарищеской встрече со сборной Португалии. Итальянцы уступили со счётом 0:1.

### Выступления за сборную
| Матчи Сансоне за сборную Италии | Матчи Сансоне за сборную Италии | Матчи Сансоне за сборную Италии | Матчи Сансоне за сборную Италии | Матчи Сансоне за сборную Италии | Матчи Сансоне за сборную Италии | Матчи Сансоне за сборную Италии |
| ------------------------------- | ------------------------------- | ------------------------------- | ------------------------------- | ------------------------------- | ------------------------------- | ------------------------------- |
| №                               | Дата                            | Оппонент                        | Счёт                            | Голы                            | Соревнование                    |                                 |
| 1                               | 16 июня 2015                    | Португалия                      | 0:1                             | —                               | Товарищеский матч               |                                 |
| 2                               | 9 октября 2016                  | Македония                       | 3:2                             | —                               | Отборочные матчи ЧМ-2018        |                                 |
| 3                               | 15 ноября 2016                  | Германия                        | 0:0                             | —                               | Товарищеский матч               |                                 |

Итого: 3 игры / 0 голов; 1 победа, 1 ничья, 1 поражение.

## Достижения
Италия (до 21)
- Серебряный призёр Чемпионата Европы среди молодёжных команд: 2013